# Renault 5 Turbo
La Renault 5 Turbo è un'autovettura stradale, versione sportiva della Renault 5 da cui deriva, è stata prodotta dalla casa automobilistica francese Renault tra il 1980 e il 1985, venne progettata per essere impiegata nelle competizioni di rally, nelle sue evoluzioni da corsa ha gareggiato e vinto anche alcune prove del Campionato del mondo rally tra il 1981 e il 1986.

## Storia

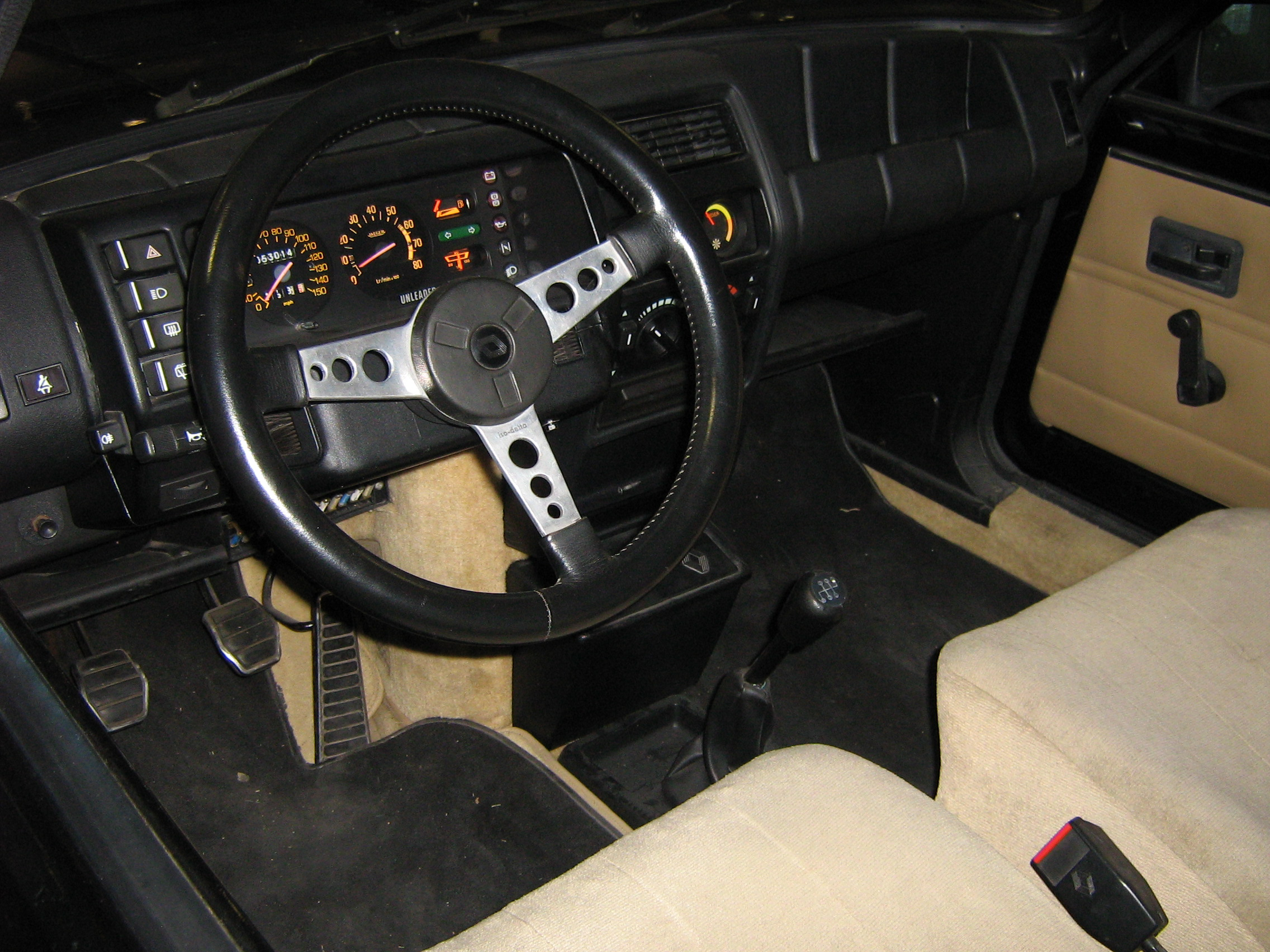
Interni di una Renault 5 Turbo 2 del 1985

Il progetto della Renault 5 Turbo nasce sul finire degli anni settanta, dalla necessità della casa francese di disporre di una vettura stradale dalle caratteristiche tecniche tali da poter essere competitiva anche nei rally mondiali, disciplina automobilistica in quel periodo in rapida evoluzione. Dopo aver impiegato con successo la Alpine A110 nei rally, la Renault utilizzò la 5 Alpine, versione spinta dell'utilitaria transalpina a trazione anteriore, inadatta a fronteggiare ad alto livello le vetture più competitive del campionato, cioè Escort RS, Ascona 400, Lancia Stratos, Talbot Lotus e 131 Abarth : l'obiettivo era quello di creare una vettura a trazione posteriore potente e leggera.
Perciò, la Renault in collaborazione con la Bertone realizza nel 1978 un primo prototipo che viene presentato al Salone dell'Automobile di Parigi, l'auto si differenzia abbastanza radicalmente dalla normale 5 da cui deriva: motore posteriore centrale potenziato, trazione posteriore, abitacolo a due posti, vistosi allargamenti della carrozzeria in prossimità dei passaruota per ospitare pneumatici molto larghi e grandi prese d'aria per smaltire il calore interno.
Nel 1980 parte la produzione della Turbo, presso la carrozzeria Heuliez arrivano scocche della normale R5, le quali vengono modificate nel pianale e nei passaruota allungando anche il passo, da lì inviate alle officine della Alpine a Dieppe per l'assemblaggio e la verniciatura finale. L'aspetto estetico da vera muscle car e l'elevata potenza specifica del motore, le hanno valso fra gli appassionati di rally l'epiteto di Turbone.

## Tecnica

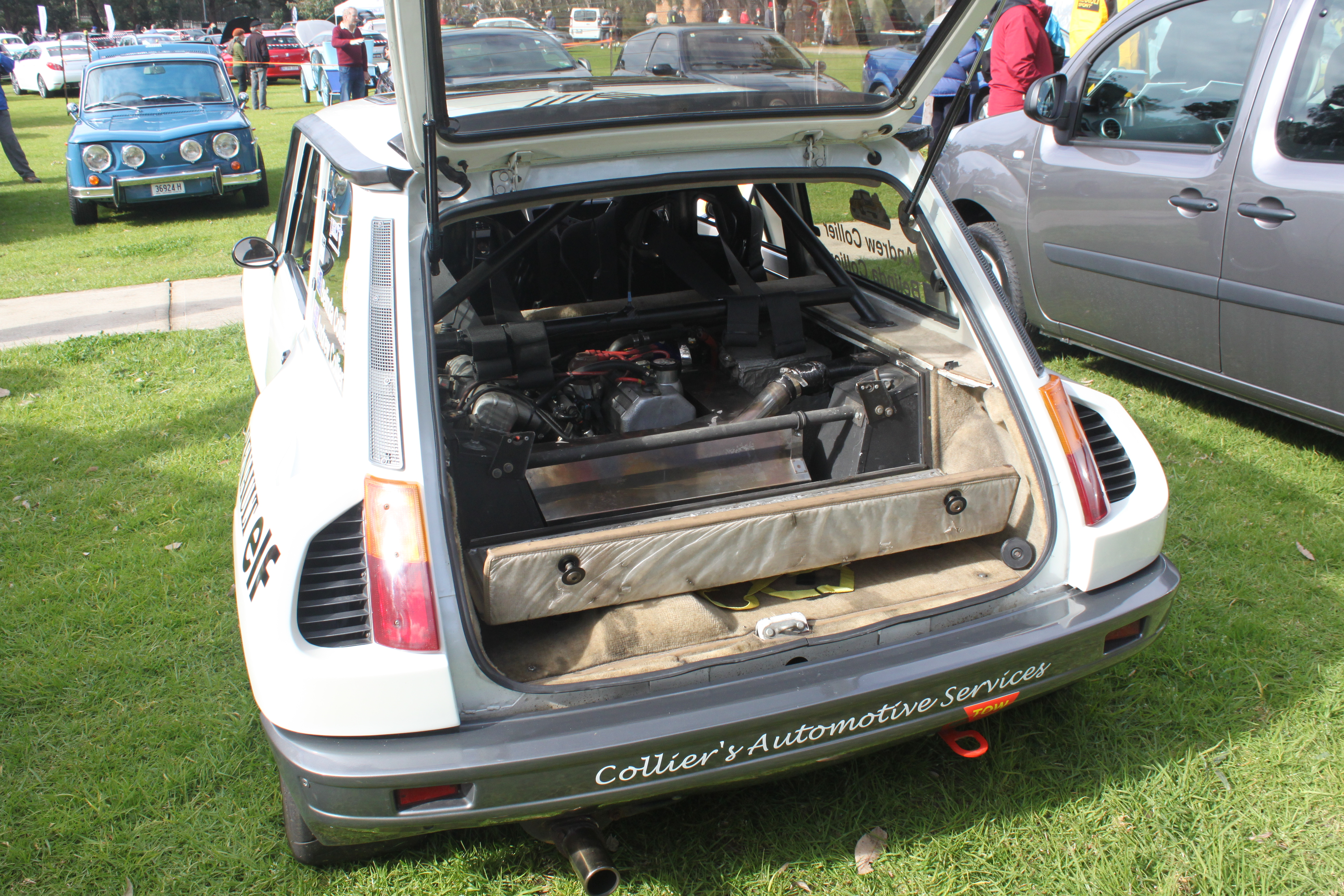
Dettaglio del vano motore di una Renault 5 Turbo 2 del 1985

A differenza di altre vetture contemporanee con motore centrale come la Lancia Stratos, i tecnici Renault nel realizzare la Turbo, non partirono da una scocca appositamente concepita per le competizioni, bensì modificando quella di una semplice utilitaria, dovendo quindi risolvere numerosi inconvenienti legati al collocamento degli organi meccanici e relativi accessori dietro l'abitacolo, posizionando i serbatoi del carburante sotto i sedili per un miglior bilanciamento dei pesi, mentre nel vano posto sull'asse anteriore viene ricavato un grande sfogo d'aria per smaltire il calore del radiatore. Restano sull'avantreno la batteria, la pompa impianto frenante, l'impianto di aerazione e la ruota di scorta.
Il motore Cléon-Fonte che la spinge è collocato in posizione posteriore centrale longitudinale, è un 4 cilindri in linea di 1.397 cm³ di cilindrata, eroga 160 CV a 6.000 giri al minuto e una coppia di 210 Nm a 3.250 giri/min, alesaggio e corsa sono rispettivamente di 76 mm x 77 mm, ha basamento in ghisa e testata in lega leggera, la distribuzione è ad albero a camme laterale che aziona tramite aste e bilancieri le valvole. L'alimentazione è a iniezione meccanica Bosch K-Jetronic e la sovralimentazione mediante turbocompressore tipo Garrett T3 con pressione di 0,86 bar e dispone di un intercooler aria-aria.
La trazione è posteriore, utilizza una frizione bidisco a secco e un cambio meccanico a 5 rapporti. Raggiunge una velocità massima di 200 km/h e accelera da 0 a 100 km/h in 6,5 secondi.

## Versioni stradali

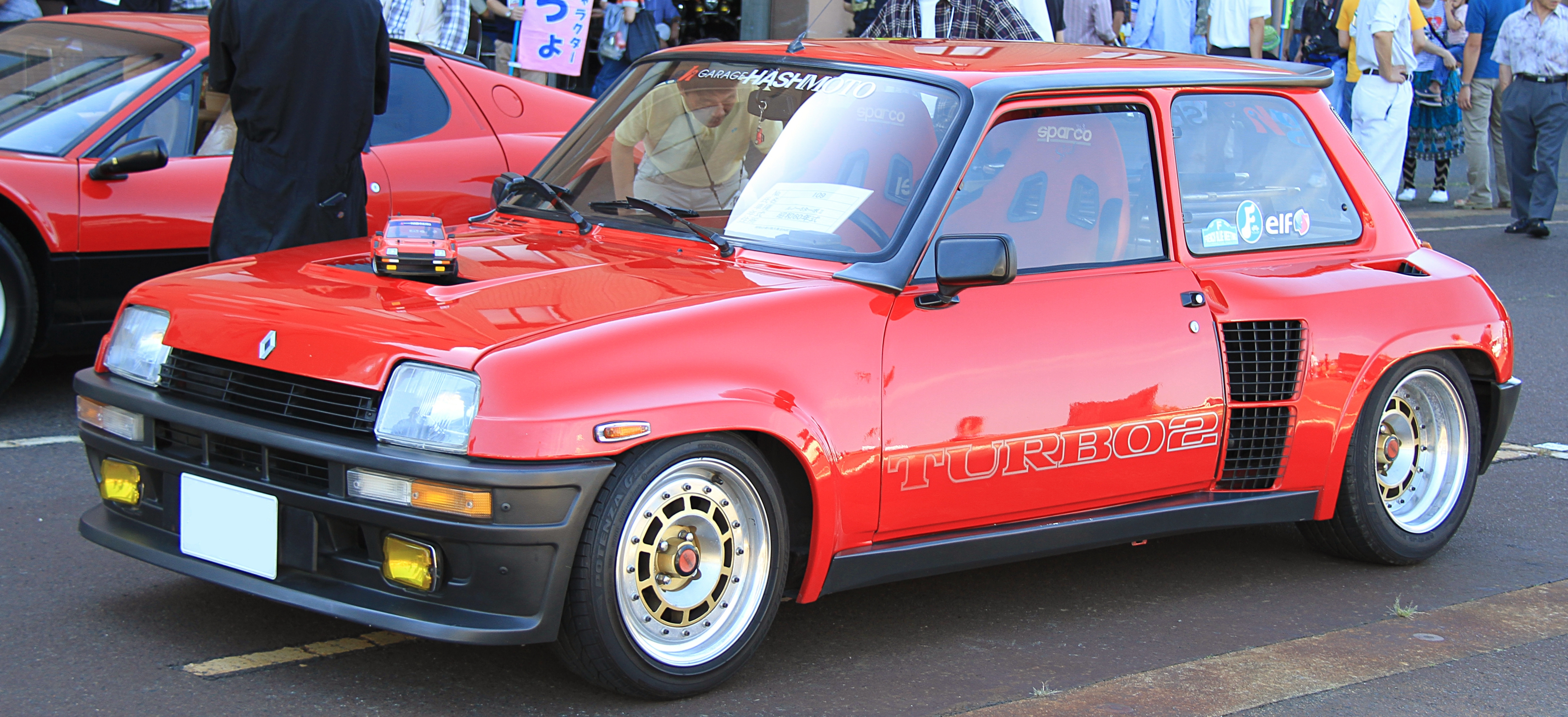
Vista della trequarti di Renault 5 Turbo 2 del 1985

- Renault 5 Turbo (1980-1983) - La versione iniziale caratterizzata da alcune parti di carrozzeria realizzate in materiali diversi dall'acciaio per risparmiare peso: portiere, padiglione e portellone sono in alluminio; i parafanghi e i paraurti sono in resina; l'alettone e i gocciolatoi sono in poliuretano. Anche la plancia si differenzia dalle altre R5, un blocco rettangolare racchiude 10 spie e indicatori circolari. Questi particolari non derivando dalle normali R5, venivano realizzati in serie limitata e contribuivano a lievitare il prezzo della vettura. L'equipaggiamento comprende anche alzacristalli e specchietti retrovisori a regolazione elettrica. La Renault utilizzerà sempre questo modello per allestire le varianti da corsa. Prodotta in 1.820 esemplari.
- Renault 5 Turbo 2 (1983-1985) - Invariata a livello meccanico, al fine di diminuire i costi presenta invece parti di carrozzeria realizzate in acciaio, senza quindi ricorrere a materiali leggeri come la precedente serie. Anche la plancia è uniformata a quella delle normali R5.

## Versioni da competizione
- Renault 5 Turbo Cevennes, allestita in configurazione Gruppo 4 sia ufficiale che in versione clienti venduta dal 1981 al 1983, potenza 185-200 CV a 7.000 giri/min, peso 900 kg.
- Renault 5 Turbo Tour de Corse, allestita in configurazione Gruppo B per la stagione agonistica 1983, presenta carreggiate più ampie, gomme più larghe, dispone di un motore rivisto con potenza di 240-300 CV a 7.000 giri/min, monta un intercooler aria/acqua, peso 950 kg.
- Renault 5 Maxi Turbo, allestita in configurazione Gruppo B prodotta dal 1984 al 1985, spinta da un motore con cilindrata portata a 1.527 cm³ per rientrare nella classe superiore del Gruppo B ed utilizzare quindi pneumatici di diametro maggiore (15 " anziché 13"), potenza 350 CV a 6.500 giri/min, per la sovralimentazione, iniezione e parti del motore utilizza tecnologie mutuate dal team di Formula 1, il ricorso a leghe leggere e materiali in composito permettono di contenere il peso in 905 kg.
- Renault 5 Turbo Produzione, allestita in configurazione Gruppo B per correre in pista, realizzata nel periodo 1986-1987, motore da 1.419 cm³ e 370 CV a 6.600 giri/min, peso 1.060, monta cerchi da 16", partecipò al campionato francese superproduzione.

## Risultati sportivi
Lo sviluppo agonistico della R5 Turbo cominciò un po' in sordina, in quanto la Renault Sport si trovava profondamente impegnata prima nel programma con Renault Alpine A442 per cercare di vincere la 24 Ore di Le Mans e successivamente coinvolta in Formula 1 con le prime monoposto con motore turbo in lotta per la vittoria. Il contemporaneo declino nei rally del Gruppo 4 (per il quale era stata sviluppata la vettura) sostituito dal debuttante Gruppo B con nuove performanti vetture sviluppate in funzione di esso e l'avvento della trazione integrale nei rally, indussero la casa madre a focalizzare gli sforzi sul campionato francese di rally e su prove a livello europeo, dove colse numerose affermazioni, mettendosi in luce anche in diverse prove valide per il campionato del mondo rally, con 4 vittorie iridate e piazzamenti d'onore, soprattutto per merito del pilota Jean Ragnotti. L'ultima vittoria di prestigio fu quella del Rally di Portogallo 1986, dopodiché l'abolizione del Gruppo B e la decisione della Renault di puntare per ragioni di marketing sulla Renault 11 determinarono la fine del programma sportivo ufficiale.

## Palmarès

### Campionato del mondo
Podi
| Anno | Rally                | Pilota            | Navigatore       | Team          | Pos. |
| ---- | -------------------- | ----------------- | ---------------- | ------------- | ---- |
| 1981 | Rally di Monte Carlo | Jean Ragnotti     | Jean-Marc Andrié | Renault Sport | 1º   |
| 1982 | Tour de Corse        | Jean Ragnotti     | Jean-Marc Andrié | Renault Sport | 1º   |
| 1984 | Tour de Corse        | Jean Ragnotti     | Pierre Thimonier | Renault Sport | 3º   |
| 1985 | Tour de Corse        | Jean Ragnotti     | Pierre Thimonier | Renault Sport | 1º   |
| 1986 | Rally del Portogallo | Joaquim Moutinho  | Edgar Fortes     | Privata       | 1º   |
| 1986 | Tour de Corse        | François Chatriot | Michel Périn     | Renault Sport | 2º   |